# AAA Vision
Die AAA Vision  ist ein Eigenbauflugzeug, das von Steve Rahm konstruiert wurde. Das Flugzeug ist als zweisitziger Tiefdecker konstruiert und besitzt ein Fahrwerk mit Spornrad. Als Antrieb können Motoren mit einer Leistung zwischen 100 und 160 PS mit einem max. Gewicht von 150 kg eingebaut werden.
Für den Bau wurde von der Firma American Affordable Aircraft Inc. (AAA) eine Bauanleitung mit Handbuch und Plänen angeboten. Außerdem waren vorgefertigte Teile sowie Teilesätze erhältlich.
Inzwischen wurde das Projekt an die Firma Pro-Composites, Inc. verkauft.

## Technische Daten
| Kenngröße             | Daten                               |
| --------------------- | ----------------------------------- |
| Besatzung             | ein Pilot und ein Passagier         |
| Länge                 | 5,82 m                              |
| Spannweite            | 6,61 m                              |
| Höhe                  | 2,23 m                              |
| Flügelfläche          | 7,9 m²                              |
| Flügelstreckung       | 5,5                                 |
| Leermasse             | 386 kg                              |
| max. Startmasse       | 614 kg                              |
| Triebwerke            | 1× Boxermotor Subaru 75 kW (100 PS) |
| Höchstgeschwindigkeit | 269 km/h                            |